# Polygonatum gracile
Polygonatum gracile là một loài thực vật có hoa trong họ Măng tây. Loài này được P.Y.Li miêu tả khoa học đầu tiên năm 1966.